# Doroszlófalva
Doroszlófalva (Drauț) település Romániában, a Partiumban, Arad megyében.

## Fekvése
Tornovától délre fekvő település.

## Története
Doroszlófalva nevét 1406–1409 között említette először oklevél v. sclavonicalis Doruzlofalua néven, mint Egregy várához tartozó települést. 1746-ban Draucz, 1808-ban Drautz, (n) Draucz, 1888-ban Draucz, 1913-ban Doroszlófalva néven írták. 
1851-ben Fényes Elek írta a településről: „Drautz, Arad vármegyében, hegyes vidéken, 40 katholikus, 1283 óhitü, 10 zsidó lakossal, óhitü anyatepmlommal. Határa 7100 hold, ... Birja a helységet Dániel Ödön özvegye s fiai, és itt szép lakházuk van római katholikus kápolnával.”
1910-ben 2179 lakosából 2094 román, 74 magyar volt. Ebből 2088 görögkeleti ortodox, 55 római katolikus volt.
A trianoni békeszerződés előtt Arad vármegye Tornovai járásához tartozott.